# Incident de Toranomon
L'incident de Toranomon (虎ノ門事件, Toranomon Jiken) est la tentative d'assassinat du prince régent Hirohito le 27 décembre 1923 par le partisan communiste Daisuke Namba.

## L'incident
L'incident se déroula dans le centre-ville de Tokyo dans le quartier de Toranomon à l'intersection de la rue du Palais d'Akasaka et de la Diète du Japon. Le prince héritier et régent Hirohito se rendait à l'ouverture de la 48e session de la Diète impériale, le 27 décembre 1923 lorsque le jeune fils d'un membre de la Diète, Daisuke Namba, tira vers sa voiture avec un petit pistolet. La balle brisa une vitre et blessa le chambellan mais Hirohito ne fut pas touché.

## Suites

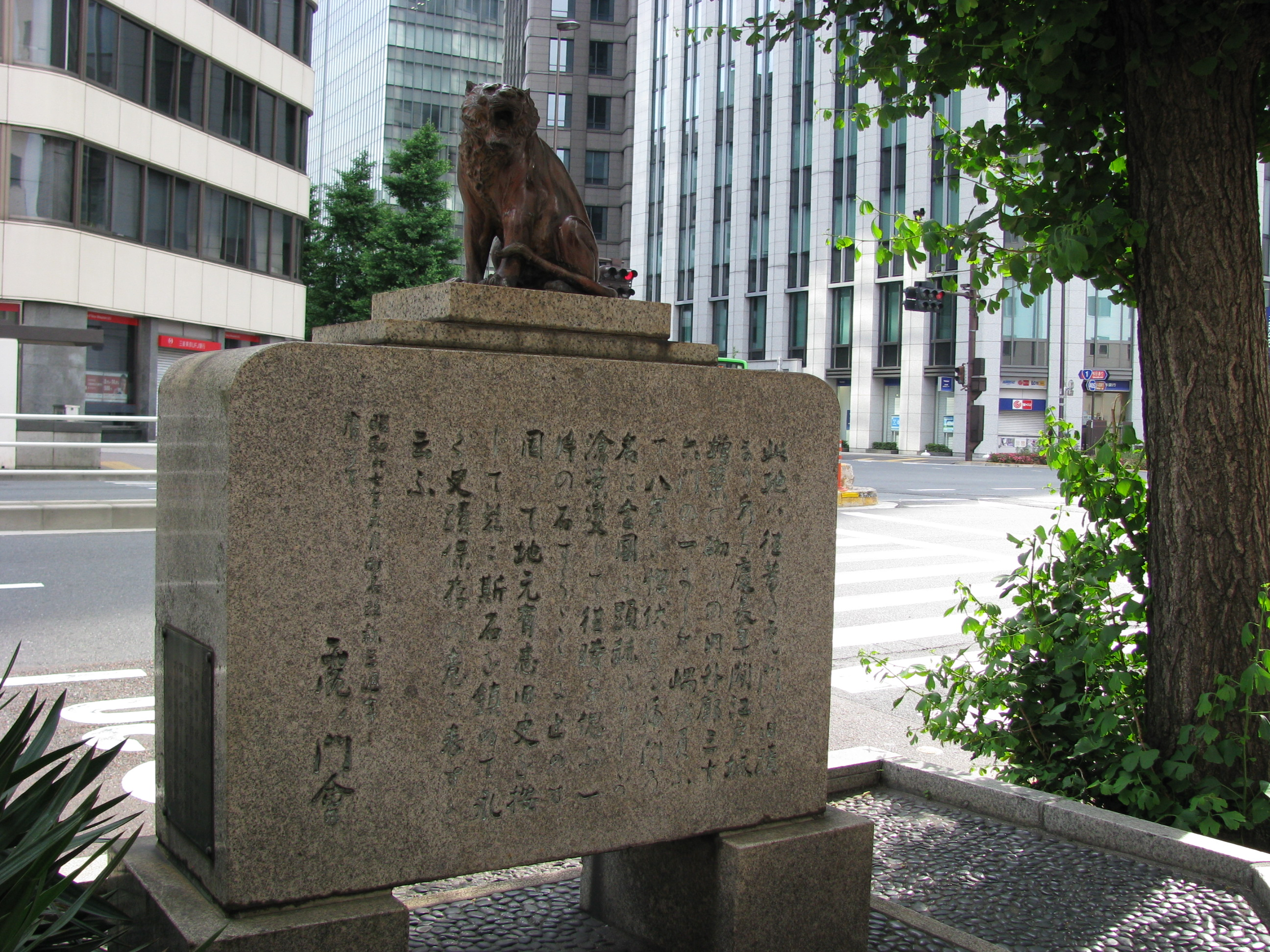
Stèle marquant le lieu de la tentative d'assassinat.

L'acte de Namba était en partie motivé par ses idées de gauche mais surtout par un fort désir de venger la mort de Shūsui Kōtoku qui avait été exécuté pour son rôle supposé dans l'incident de haute trahison de 1910.
Bien que Namba clamait qu'il était sain d'esprit (ce que confirmaient les rapports de la cour de justice), il fut jugé fou par le jury, condamné à mort le 13 novembre 1924 et exécuté deux jours plus tard dans une prison de Shinjuku.
Le premier ministre Yamamoto Gonnohyōe fut tenu responsable de l'échec de la sécurité et démissionna de son poste (avec les membres de son gouvernement et d'autres hauts fonctionnaires). 
Il fut remplacé par le conservateur Kiyoura Keigo et le nouveau gouvernement formé ne comprit que des membres de la chambre des pairs du Japon sans aucun représentant d'un parti politique. L'incident de Toranomon fut plus tard cité par le gouvernement comme justification de l'application des lois de Préservation de la Paix en 1925.

## Source de la traduction
- (en) Cet article est partiellement ou en totalité issu de l’article de Wikipédia en anglais intitulé « Toranomon Incident » (voir la liste des auteurs).